# Freital
Freital je velké okresní město v německé spolkové zemi Sasko. Nachází se v zemském okrese Saské Švýcarsko-Východní Krušné hory a má přibližně 39 tisíc obyvatel.

## Geografie
Freital leží na jihozápadním okraji Drážďan, hlavního města Saska. Údolím ve střední části města protéká řeka Weisseritz. Podél ní vede železniční trať Drážďany – Werdau a také úzkorozchodná Weisseritzská dráha.

## Historie
Město Freital vzniklo roku 1921 sloučením obcí Deuben, Döhlen a Potschappel. V letech 1924–1946 bylo samostatným městským okresem. Roku 1952 se stalo sídlem nově zřízeného zemského okresu Freital, který existoval až do roku 1994, kdy byl začleněn do zemského okresu Weißeritzkreis. Roku 1997 se stal Freital velkým okresním městem. Od roku 2008 je součástí zemského okresu Saské Švýcarsko-Východní Krušné hory.

## Správní členění
Freital se dělí na 15 místních částí. Uvedený počet obyvatel udává stav z roku 2011.
- Birkigt – 886 obyvatel
- Burgk – 2 328 obyvatel
- Deuben – 5 441 obyvatel
- Döhlen – 3 000 obyvatel
- Hainsberg – 4 393 obyvatel
- Kleinnaundorf – 1 029 obyvatel
- Niederhäslich – 2 813 obyvatel
- Pesterwitz – 3 122 obyvatel
- Potschappel – 5 046 obyvatel
- Saalhausen – 111 obyvatel
- Schweinsdorf – 1 512 obyvatel
- Somsdorf – 641 obyvatel
- Weißig – 868 obyvatel
- Wurgwitz – 2 438 obyvatel
- Zauckerode – 4 760 obyvatel

## Starostovské volby 2022
Ve starostovských volbách 12. června 2022 byl primátorem zvolen Uwe Rumberg (Konservative Mitte e.V.), který získal 60,8 % hlasů.

## Pamětihodnosti
- zámek Burgk
- památník krále Alberta
- zámeček Jochhöhschlösschen
- radnice ve Wurgwitz
- kostel Emmauskirche

## Osobnosti
- Richard Hofmann (1906–1983), fotbalista
- Roland Wöller (* 1970), vysokoškolský pedagog a politik
- Tom Starke (* 1981), fotbalista